# Liste der Monuments historiques in Marckolsheim
Die Liste der Monuments historiques in Marckolsheim führt die Monuments historiques in der französischen Gemeinde Marckolsheim auf.

## Liste der Bauwerke
| Bezeichnung               | Beschreibung                                                         | Standort                           | Kennzeichnung | Schutzstatus | Datum | Bild           |
| ------------------------- | -------------------------------------------------------------------- | ---------------------------------- | ------------- | ------------ | ----- | -------------- |
| Cité paysanne             | 1941 angelegte Siedlung aus Bauernhöfen und Wohnhäusern              | Rue le Bugue, Cité paysanne (Lage) | PA67000089    | Inscrit      | 2012  | weitere Bilder |
| Barackenlager la Siedlung | 1939 angelegte Barackensiedlung aus 60 Gebäuden, zwei davon erhalten | Route du Rhin (Lage)               | PA67000088    | Inscrit      | 2012  |                |

## Liste der Objekte
| Bezeichnung               | Beschreibung                           | Standort                        | Kennzeichnung | Schutzstatus | Datum | Bild |
| ------------------------- | -------------------------------------- | ------------------------------- | ------------- | ------------ | ----- | ---- |
| Gemälde Schmerzensmann    | Farbe auf Holz, 16. Jahrhundert        | in der Kirche St-Georges (Lage) | PM67000160    | Classé       | 1975  |      |
| Taufbecken                | Sandstein, Anfang des 12. Jahrhunderts | in der Kirche St-Georges (Lage) | PM67000159    | Classé       | 1975  |      |
| Skulptur Madonna mit Kind | Holz, farbig gefasst, um 1500          | in der Kirche St-Georges (Lage) | PM67001286    | Inscrit      | 1974  |      |